# Безбородько Яків Іванович
Яків Безбородько (д/н — пом. бл. 1732) — український козак, значковий товариш Переяславського полку.

## Життєпис
Походив зі шляхетського роду Безбородьків. Син Івана Безбородька (помер до 1717 року) та Ірини Пилипенко. Дата і місце народження невідомі. Одружився з представницею козацького роду Потаповичів, отримав посаг землі в селі Помоклі. 1716 і 1721 роках року отримав універсали на родові та куплені маєтності. Втім за землі в Войтах, Березані до нього позивався Семен Лизогуб. Ця судова справа тягнулася до 1728 року. 1719 року відбулося розмежування володінь Якова Безбородька з Биківською волостю.
У 1722 році за заповітом вуйка Федора Пилипенка отримав володіння в с. Пилипчичах та інше майно за умови догляду тітки Пелагеї до смерті.
У 1724 році стає значкових товаришем. У 1726 році брав участь у Гілянському поході до Персії. Ймовірно за станом здоров'я того ж або 1727 року повернувся до Гетьманщини. 1728 році отримав універсал на скуплені землі.
21 березня 1731 року Яків Безбородько подав супліку на Івана Моркотуновича і Семена Новаковича за побудову хуторів на вільному степу. Остання згадка відноситься до 1732 року, коли одружився вдруге.

## Маєтності
Тримав хутори на Сухій Оржиці, Мокрій Оржиці, в Козлові з полем пашенним і гаями. Мав двір, став з греблею, млином у Войтові, в Березані — два двори, поле, гай; в Пристромах — гай при річці Трубіж, ліс над річкою Супоєм, двір (6 покоїв), сад, ставок з греблею, леваду, 26 нив на 134 дні оранки в с. Пилипчичах, хутори в Помоклах.

## Родина
Був двічі одружений: з донькою Потаповича та Агафії Гусак, доньки Івана Гусака, Переяславського полкового обозного. В першому шлюбі мав двох синів Семена і Андрія.